# ムソ・コ
ムソ・コ(Muso Ko)は、マリ共和国の歌手、アビブ・コワテの1枚目のアルバムである。このアルバムに収録されている「I Ka Barra」と「Din Din Wo」の二曲が、Windows Vistaのサンプルミュージックとなっている。「ムソ・コ」はバンバラ語で「女性」という意味の言葉。

## 収録曲
1. "I Ka Barra" 5:01
2. "Muso Ko"
3. "Den Ko"
4. "Nanalé"
5. "Fatma"
6. "Sira Bulu"
7. "Nimato"
8. "Cigarette Abana"
9. "Din Din Wo" 4:46
10. "Kunfe Ta"
11. "Koulandian"